# شهبازهای سرخ
شهبازهای سرخ (نام علمی: Erythrotriorchis) یک تیره از پرندگان شکاری از خانواده بازان است. این سرده شامل گونه‌های زیر است: 
- شهباز شانه‌بلوطی (Erythrotriorchis buergersi)
- شهباز سرخ (Erythrotriorchis radiatus)

## ریشه‌شناسی
"Erythro-" از یک کلمه یونانی به معنای "سرخ" است و "triorchis" به معنای نوعی باز است که تصور می‌شد دارای سه بیضه است. برای جزئیات بیشتر به عقاب مارخور ماداگاسکاری (Eutriorchis) مراجعه کنید.

## آرایه‌شناسی
لاتام در سال 1801 شهباز سرخ را با نام Falco radiatus توصیف کرد. شارپ  Erythrotriorchis را در سال 1875 به عنوان یک سرده تک‌نماد جدید برای Falco radiatus تعریف کرد.
پیترز همچنین E. doriae را در این سرده قرار داد،  اگرچه شهباز دوریا اکنون به طور جداگانه به عنوان Megatriorchis doriae رده‌بندی می‌شود.